# Лінчбург (Теннессі)
Лінчбург (англ. Lynchburg) — місто (англ. city) в США, в окрузі Мур штату Теннессі. Населення — 6461 особа (2020). Відомий винокурнями, де виробляється всесвітньовідома марка американського віскі Jack Daniel's.

## Географія
Лінчбург розташований за координатами 35°17′20″ пн. ш. 86°21′31″ зх. д. / 35.28889° пн. ш. 86.35861° зх. д. (35.288888, -86.358684). За даними Бюро перепису населення США в 2010 році місто мало площу 337,78 км², з яких 334,68 км² — суходіл та 3,09 км² — водойми.

## Демографія
Згідно з переписом 2010 року, у селищі мешкали 6362 особи в 2492 домогосподарствах у складі 1841 родини. Густота населення становила 19 осіб/км². Було 2915 помешкань (9/км²).
Расовий склад населення:
| - 95,4 % — білих - 2,3 % — чорних або афроамериканців - 0,4 % — азіатів - 0,3 % — корінних американців |

До двох чи більше рас належало 1,1 %. Частка іспаномовних становила 1,1 % від усіх жителів.
За віковим діапазоном населення розподілялося таким чином: 22,2 % — особи молодші 18 років, 59,4 % — особи у віці 18—64 років, 18,4 % — особи у віці 65 років та старші. Медіана віку мешканця становила 43,3 року. На 100 осіб жіночої статі у селищі припадало 96,8 чоловіків; на 100 жінок у віці від 18 років та старших — 96,5 чоловіків також старших 18 років.
Середній дохід на одне домашнє господарство становив 71 451 долар США (медіана — 49 427), а середній дохід на одну сім'ю — 75 848 доларів (медіана — 58 217). Медіана доходів становила 44 453 долари для чоловіків та 28 384 долари для жінок. За межею бідності перебувало 10,8 % осіб, у тому числі 23,3 % дітей у віці до 18 років та 4,2 % осіб у віці 65 років та старших.
Цивільне працевлаштоване населення становило 3045 осіб. Основні галузі зайнятості: виробництво — 29,1 %, освіта, охорона здоров'я та соціальна допомога — 16,2 %, роздрібна торгівля — 10,0 %, науковці, спеціалісти, менеджери — 7,2 %.